# Soprano (KDE)
Soprano – biblioteka programistyczna dostarczająca obiektowo orientowany szkielet (framework) w C++ z Qt dla danych RDF.
Soprano został stworzony jako podprojekt NEPOMUK-a i będzie częścią pulpitu semantycznego w KDE 4.x. Soprano funkcjonuje jako repozytorium gromadzące informacje generowane przez serwer NEPOMUK (np. oceny, tagi, komentarze), które zostaną później zindeksowane przez Strigi w celu lepszego wyszukiwania. 

## Cechy
- Proste projektowanie wtyczek za pomocą pięciu różnych klas wtyczek
- Architektura serwer/klient umożliwiająca zdalne magazynowanie RDF. Istnieją interfejsy do komunikacji przez TCP, gniazda Unix oraz DBus
- Pełna dokumentacja API stworzona przez Doxygen